# Nazmí ál-Bedúí
Nazmí ál-Bedúí (arabul:نظمي البدوي) (Raleigh, Észak-Karolina, 1991. augusztus 24. –) amerikai születésű palesztin válogatott labdarúgó, a North Carolina játékosa.

## Pályafutása

### Klubcsapatokban
Több kollégiumi csapatban is megfordult. 2014. április 11-én a North Carolina játékosa lett, amely a NASL-ban szerepelt. 2018. január 15-én az USL-ben szereplő Cincinnati játékosa volt, majd innen a klub MLS csapatába igazolt 2019-ben. 2019. november 21-én bejelentették, hogy a North Carolina csapatába igazolt.

### A válogatottban
2018. november 16-án góllal mutatkozott be a palesztin válogatottban Pakisztán ellen 2–1-re megnyert barátságos mérkőzésen.